# 開いたクラス
開いたクラス（ひらいたくらす）とは、単語などの分類群であって、比較的個数が多く、また容易に新たに作れるものを指す。閉じたクラスの反対。
名詞・動詞・形容詞・副詞・間投詞など独自の意味を持つ品詞（自立語）は、多くの言語で開いたクラスである。開いたクラスに由来するものの、意味が希薄になり文法化した助動詞や形式名詞などは閉じたクラスといえる。
英語では名詞をそのままの形で動詞にしたり、また簡単に形容詞や副詞に派生することができるので、これらの品詞は典型的な開いたクラスである。他の言語でも語尾だけを動詞型にすれば動詞が作れるものが多い。
ただし一部の言語では、形容詞として「大きい」「小さい」などのごく基本的なものしか持たないものもあり、この場合は（独自の意味は持つものの）形容詞は閉じたクラスである。